# Ypsolophidae
Famille
Les Ypsolophidae sont une famille de lépidoptères (papillons) de la super-famille des Yponomeutoidea.
En Europe, les espèces présentes appartiennent à deux sous-familles :
- Ochsenheimeriinae
- Ypsolophinae